# Lotte (Bild)
Lotte, gelegentlich auch Die Berlinerin oder Lotte; Die Berlinerin, ist ein Gemälde des deutschen Malers Christian Schad aus den Jahren 1927/1928. Das 66,2 cm × 54,5 cm große Gemälde hängt heute im Sprengel-Museum in Hannover.

## Das Gemälde
Lotte sitzt in einem bis auf sie scheinbar menschenleeren Tanzlokal. Im Hintergrund rechts ist eine Sitzloge erkennbar, dort steht auf einem Tisch mit Tischdecke ein leeres Sektglas. Oben links im Bild sind Spiegelfacetten erkennbar, davor ein Stück einer Spiegelkugel, deren Strahlen auf die Spiegel fallen. Ebenfalls in den Spiegelfacetten erkennbar sind Leuchtgirlanden sowie das Tanzparkett.
Lotte trägt ein schlichtes, schwarzes Kostüm sowie eine elfenbeinfarbene, ebenfalls schlichte Bluse, deren Kragen mit einer schwarzen Schleife gebunden wird. Ihr Teint ist fast weiß, ihre Augen grün, ihr gewelltes Haar dunkel und als Bob geschnitten. Sie ist leicht geschminkt, in ihrem rechten Ohr trägt sie einfachen Modeschmuck.

## Hintergrund
Das Modell, Lotte, war eine Modistin, die in einem Hutgeschäft in der Augsburger Straße in Berlin arbeitete, im Erdgeschoss der Pension, in der Schad nach seinem Umzug nach Berlin wohnte, bis er ein Atelier fand.
Wie bei all seinen Porträts der Zeit bedient sich Schad auch bei Lotte der altmeisterlichen Öllasurtechnik. Die oberste Schicht glättete er dabei soweit, dass sie spiegelglatt wurde und kein Strich erkennbar blieb. Trotz der formalen Traditionalität bricht das Bild mit dem klassischen Individualporträt zugunsten eines Typenbildnisses, eine für die Neue Sachlichkeit typische Herangehensweise. Im Bild repräsentiert Lotte die „moderne, selbständige Frau der Zwanziger Jahre“, individuelle Merkmale treten dahinter zurück. Die Makellosigkeit der Gesichtszüge und die starre Unbeweglichkeit des Ausdrucks stereotypisieren das Porträt, erheblich stärker als bei vielen anderen von Schad zu dieser Zeit porträtierten Personen.

## Nachweise
1. 1 2 3  
Verena Dollenmaier: Die Erotik im Werk von Christian Schad, 2005, Dissertation Online.
2. ↑  
sprengel-museum.de: Sprengel Museum Hannover www.sprengel-museum.de (Memento des Originals vom 7. Oktober 2015 im Internet Archive)  Info: Der Archivlink wurde automatisch eingesetzt und noch nicht geprüft. Bitte prüfe Original- und Archivlink gemäß Anleitung und entferne dann diesen Hinweis., Zugriff am 26. Dezember 2017.
3. 1 2 3 4  
Jutta Hülsewig-Johnen: Wie im richtigen Leben? – Überlegungen zum Porträt der Neuen Sachlichkeit. In: Neue Sachlichkeit – Magischer Realismus. Kunsthalle Bielefeld, Bielefeld 1990 (Katalog zur Ausstellung in der Kunsthalle Bielefeld).